# التشخيص المزدوج

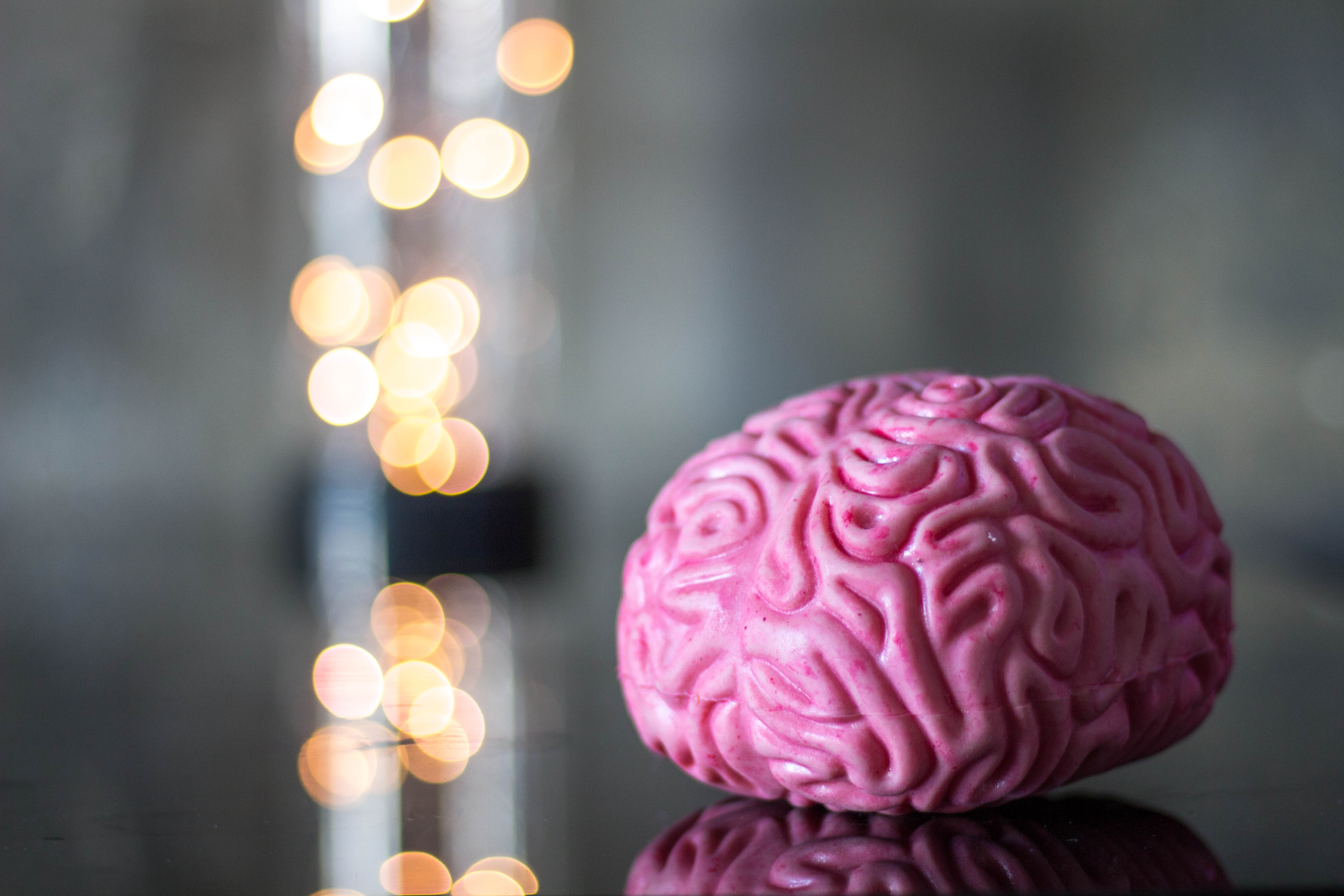

التشخيص المزدوج أو الاضطرابات المتزامنة أو المرض المزدوج هي جميعها تسميات تُطلق على الحالة التي يعاني فيها المريض من اضطراب نفسي بالتزامن مع اضطراب تعاطي المخدرات. هناك جدل واسع حول مدى ملائمة استعمال فئة واحدة لوصف مجموعة متغايرة من الأفراد الذين لديهم احتياجات معقدة ومدى متباين من المشاكل. يمكن استعمال هذا المفهوم بشكل واسع، كما في وصف مريض يعاني من الاكتئاب والإدمان على الكحول، أو قد يستعمل بشكل محدود لوصف اضطراب نفسي شديد (الذُهان والفُصام على سبيل المثال) مع اضطراب سوء استخدام المواد المخدرة (تعاطي القنب على سبيل المثال)، أو لوصف حالة شخص يعاني من اضطراب نفسي أقل حدة مع إدمانه للمخدرات، كأن يكون مصابًا باضطراب الهلع أو اضطراب القلق العام ويعاني في الوقت نفسه من اضطراب تعاطي المواد الأفيونية. يصعب تشخيص مرض نفسي أوّلي لدى الأشخاص الذين يتعاطون المخدرات؛ إذ يولد تعاطي المخدرات بحد ذاته أعراضًا نفسية، لذا فمن الضروري التفريق بين الاضطراب النفسي الناجم عن المواد المخدرة وبين الاضطراب النفسي الموجود سلفًا.
يواجه الأشخاص المصابون بالاضطرابات المتزامنة تحديات معقدة؛ إذ إنهم أكثر عرضة للانتكاس، ودخول المستشفى، والتشرد، والإصابة بفيروس العوز المناعي البشري (HIV) والتهاب الكبد سي مقارنة بأولئك المصابين باضطراب نفسي أو اضطراب سوء استخدام المواد بشكل منفرد.

## التفريق بين الاضطراب النفسي الناجم عن المواد المخدرة والاضطراب النفسي الموجود سلفًا
ينطوي التفريق بين الأعراض الناجمة عن سوء استعمال المواد عن تلك المتولدة نتيجة اضطراب نفسي على تبعات علاجية مهمة، وعادةً ما يمثل تحديًا للأطباء النفسيين في ممارستهم السريرية اليومية. يشير التشابه الموجود في أنماط المراضة المشتركة وعوامل الخطر للأشخاص الذين يعانون من أعراض الاضطراب النفسي بمفرده وأعراض الاضطراب النفسي الناجم عن المواد المخدرة إلى إمكانية تشاركهم في عوامل سببية متماثلة.
يمكن لتعاطي المواد المخدرة، ومن ضمنها الكحول وأدوية الوصفات الطبية، أن يولد أعراضًا مماثلة لأعراض الاضطراب النفسي، ما يصعّب مهمة التفريق بين المتلازمات الناجمة عن سوء استعمال المواد المخدرة والمشاكل النفسية الموجودة سلفًا. تختفي الأعراض النفسية لدى الأشخاص متعاطي المخدرات أو الكحول غالبًا بعد فترة مطولة من الامتناع عن تعاطيها. تحدث الأعراض النفسية المرافقة لسوء استعمال المواد المخدرة في كل من حالة الثمل وحالة الانسحاب. يمكن لتعاطي المواد المهلوسة أن يؤدي لحصول ظواهر وُهامية وأعراض نفسية أخرى حتى بعد فترة طويلة من تعاطيها، ويمكن للقُنّب أن يحفز حصول نوبات من الهلع خلال حالة الثمل وقد يتسبب الاستخدام المزمن لها بإصابة الشخص بحالة مشابهة للاكتئاب الجزئي. يؤدي التعاطي المستمر للكحول وبكميات كبيرة إلى معاناة الشخص المتعاطي من قلق وكآبة شديدتين، وتختفي هذه الأعراض غالبًا بعد فترة مطولة من الامتناع عن تعاطيه. يمكن لتعاطي الكحول المستمر بكميات معتدلة أن يزيد من مستويات القلق والكآبة لدى بعض الأشخاص. تختفي الأعراض النفسية المصاحبة لتعاطي المواد المخدرة بعد فترة مطولة من الامتناع عن تعاطيها. يعاني بعض الأشخاص من متلازمة الانسحاب المطولة والتي قد تستمر لشهور بعد التوقف عن تعاطي المواد المخدرة. يُعتبر عقار البنزوديازيبين من أكثر العقاقير المسببة لتأثيرات انسحابية مطولة والتي قد تدوم لعدة سنوات بعد التوقف عن تعاطي العقار.
لا تدعم الدراسات الوبائية الاستباقية تلك الفرضيات القائلة إن المراضة المشتركة لاضطرابات استعمال المواد المخدرة مع اضطرابات نفسية أخرى ناتجة عن تعاطي المخدرات أو الإدمان عليها، ولا تؤيد الفرضيات التي تربط زيادة المراضة المشتركة بين هذين الاضطرابين نتيجة لزيادة استعمال المواد المخدرة. على الرغم من ذلك، يُركّز دائمًا على التأثيرات التي تخلفها هذه المواد على آلية عمل الدماغ، ما ينمي الاعتقاد أن الاضطرابات المزدوجة هي نتيجة طبيعية لتعاطي هذه المواد المخدرة.  لن يؤدي أخذ أدوية مسببة للإدمان ولعب القمار إلى ظهور سلوكيات إدمانية لدى أغلب الأشخاص عدا أولئك الذين لديهم قابلية للتأثر، ولكن على الرغم من هذا، يمكن للتكيف العصبي والتغيرات الجزيئية في بعض الأحيان أن تتلاعب بالتعبير الجيني، ما يؤدي إلى حدوث اضطرابات استعمال المواد المخدرة.
لا تمتلك الأدوات البحثية حساسية كافية للتمييز بين الاضطراب النفسي المستقل والمرض الثنائي الحقيقي والأعراض الناتجة عن استعمال المواد المخدرة. طُورت الأدوات المُهيكلة، مثل أداة التقييم العالمي للاحتياجات الفردية، وأداة المقابلة البحثية لاضطرابات إدمان المواد والاضطرابات النفسية التابعة للإصدار الرابع للدليل التشخيصي والإحصائي للاضطرابات النفسية، وذلك لزيادة الدقة التشخيصية لهذه الاضطرابات. تُساعد الأدوات المهيكلة على تنظيم المعلومات التشخيصية، لكن يجب على الأطباء المعالجين أن يبنوا أحكامهم التشخيصية على أصل الأعراض.

## الانتشار
تعد المراضة المشتركة لاضطرابات الإدمان مع الاضطرابات النفسية الأخرى، واللتان يُطلق عليهما الاضطرابات المزدوجة، من الاضطرابات الشائعة جدًا، وقد أثبتت دراسات علمية عديدة وجود علاقة وثيقة بين الاضطرابات النفسية واضطرابات استعمال المواد المخدرة. وجد المسح الوطني حول تعاطي المخدرات والصحة في الولايات المتحدة الأميركية في عام 2011 أن 17.5% من البالغين المصابين بمرض نفسي لديهم اضطراب تعاطي مواد مخدرة أيضًا، مشكلًا ما يقارب 7.98 مليون شخصٍ من الولايات المتحدة. تشير التقديرات إلى أن نسبة المصابين بالاضطرابات المتزامنة أكبر في كندا؛ إذ يُقدر أن نسبة 40-60% من البالغين المصابين بأمراض نفسية شديدة ومستديمة سيعانون من اضطرابات إدمان على المواد المخدرة في فترة ما من حياتهم.
وجدت دراسة أُجراها كيسلر وزملاؤه في الولايات المتحدة الأميركية، كمحاولة لحساب انتشار التشخيص المزدوج، أن ما يقارب 47% من الأشخاص المصابين بالفُصام قد عانوا أيضًا من اضطراب سوء استخدام المواد المخدرة خلال فترة ما من حياتهم، وكانت فرص الإصابة باضطراب سوء استخدام المواد المخدرة لدى المرضى الذين يعانون من اضطراب ذُهاني أعلى بكثيرمن أولئك الذين لا يعانون من اضطراب ذُهاني.
ألقت دراسة أخرى نظرة على مدى تأثير اضطراب سوء استخدام المواد المخدرة في مجموعة مؤلفة من 187 مريضًا نفسيًا. وجد الأطباء أن نحو ثلث المجموعة قد تعاطت الكحول أو الأدوية المخدرة التي تباع في الشارع أو كليهما معًا خلال الأشهر الستة التي سبقت إجراء هذه الدراسة.
أظهرت دراسات إضافية أجريت في المملكة المتحدة نسبًا أكثر اعتدالًا لتعاطي المواد المخدرة من قبل المرضى المصابين باضطرابات نفسية. وجدت إحدى الدراسات أن 7% فقط من الأشخاص الذين يعانون من الفُصام قد تعاطوا المواد المخدرة في السنة التي سبقت الدراسة وأشار نحو 21% من المرضى تعاطيهم للمواد المخدرة قبل أكثر من سنة من إجراء الدراسة.
شخّص رايت وزملاؤه هوية الأشخاص المصابين باضطرابات ذُهانية والذين كانوا على اتصال بالجهات الصحية في بلدة لندن كرويدون خلال الأشهر الستة التي سبقت الدراسة. شُخصت حالات تعاطي الكحول أو سوء استخدام المواد المخدرة من خلال مقابلات مُعدّة مع المراجعين والموظفين الرئيسيين المسؤولين عن متابعة هذه الحالات. أظهرت النتائج أن نسبة انتشار التشخيص المزدوج قد بلغت 33% لتعاطي أي نوع من المواد المخدرة، و20% لتعاطي الكحول، و5% فقط لتعاطي العقاقير. لوحظ أن 35% من المرضى قد تعاطوا المواد المخدرة في فترة ما من حياتهم.

## التشخيص
قد يحصل التباس بين اضطرابات استعمال المواد المخدرة والاضطرابات النفسية؛ إذ تُوجد تشخيصات متعددة كاضطرابات المزاج الناجمة عن استعمال المواد المخدرة، واضطرابات القلق الناجمة عن استعمال المواد المخدرة، لذا يمكن أن يكون هذا التداخل معقدًا بعض الشيء. ولهذا السبب، أوصى الإصدار الرابع للدليل التشخيصي والإحصائي للاضطرابات النفسية بعدم تشخيص أي حالة على أنها اضطراب نفسي أساسي دون اعتماد فترة من الرزانة (وهي فترة تسمح بانقشاع أي أعراض انسحابية ناجمة عن تعاطي المخدرات) أقصاها سنة واحدة.